# Robert Evans Snodgrass
Robert Evans Snodgrass est un entomologiste et un artiste-naturaliste américain, né le 5 juillet 1875 à Saint-Louis et mort le 4 septembre 1962 à Washington D.C..

## Biographie
Sa famille s’installe dans le Kansas puis en Californie. Il obtient son diplôme à l’université Stanford où son intérêt pour l’ornithologie est encouragé par Vernon Lyman Kellogg (1867-1937) qui l’incite à étudier les poux des oiseaux. Il commence à enseigner au State College de Washington à Pullman mais ses practical jokes ne sont pas appréciés. Il perd son emploi et devient artiste et sculpteur à San Francisco. Commence alors une période où il exerce des activités très diverses : il travaille pour le ministère américain de l’agriculture (à partir de 1906), il voyage en Angleterre, il travaille comme dessinateur de bandes dessinées à New York puis comme vendeur de peinture dans l’Indiana et travaille deux ans sur les insectes dans ce même État. Finalement, il s’installe à Washington et travaille à nouveau pour le ministère de l’Agriculture où se consacre à l’anatomie des insectes et notamment des abeilles. Ses deux principaux ouvrages sont Insects, Their Ways and Means of Living (1930) et Principles of Insect Morphology (1935). En outre, il fait paraître avec Edmund Heller (1875-1939), des publications sur les oiseaux et sur les poissons. Il est l’auteur de 80 publications.

## Liste partielle des publications
- 1925 : Anatomy and physiology of the honeybee.
- 1930 : Insects, Their Ways and Means of Living.
- 1935 : The Principles of Insect Morphology.
- 1952 : Textbook of arthropod anatomy.

## Sources
- (en) Biographie de Smithsonian Institution Archives
- (2004), Snodgrass, Robert Evans. in Encyclopedia of Entomology, vol. 3, John L. Capinera (dir.), Kluwer Academic Publishers (Dordrecht) : p. 2037  (ISBN 0-7923-8670-1)